# Johannes Neumann (Wirtschaftswissenschaftler)
Johannes Neumann (* 14. Februar 1922 in Leipzig; † nach 1987) war ein deutscher Wirtschaftswissenschaftler und Hochschullehrer.

## Leben und Wirken
Nach dem Schulbesuch studierte Neumann, wurde Diplom-Betriebswirt und promovierte zum Dr. rer. oec. Ab 1954 war er als Dozent an der Humboldt-Universität zu Berlin tätig. 1955 wurde er mit der Wahrnehmung einer Professur mit Lehrauftrag an der Technischen Hochschule für Chemie in Leuna-Merseburg beauftragt. 1956 wurde er Direktor des neugegründeten Instituts Organisation und Planung des Chemiebetriebes an der TH Leuna-Merseburg.
Am 17. Januar 1963 habilitierte er an der Technischen Hochschule für Chemie, Fachbereich für Ingenieurökonomie. Das Thema seiner Habilitation lautete Über die Planung der Arbeitskräfte und des Lohnes im sozialistischen Chemiebetrieb. Danach übernahm er dort offiziell die Professur mit Lehrauftrag.
Er forschte speziell zur Organisation und Planung des Industriebetriebs, insbesondere im Bereich der Chemieindustrie. Er war 1967 Mitverfasser der Lehrbriefe Nr. 1 und 2 Organisation und Planung.
1987 beging er als Professor für Wirtschaftswissenschaften an der TH Leuna-Merseburg seinen 65. Geburtstag.